# غرايم ميرفي
غرايم ميرفي (بالإنجليزية: Graeme Murphy)‏ هو مصمم رقص أسترالي، ولد في 2 نوفمبر 1950.

## وصلات خارجية
- غرايم ميرفي على موقع ميوزك برينز (الإنجليزية)